# Џед Брофи
Џед Брофи (енгл. Jed Brophy) је филмски глумац са Новог Зеланда. Сарађивао је са Питером Џексоном у неколико његових филмова. Његов град рођења није тачно утврђен, једино се зна да је то или Окланд, или Феилдинг, или Тајхапе.

## Филмографија
| Улоге Џеда Брофија |                                     |               |                       |          |
| Година             | Српски назив                        | Изворни назив | Улога                 | Напомена |
| 1992.              | Мртав жив                           |               | Војд                  |          |
| 1994.              | Небеска створења                    |               | Џон                   |          |
| 2001.              | Господар прстенова: Дружина прстена |               | Назгул                |          |
| 2002.              | Господар прстенова: Две куле        |               | Снага, Шарку, орк     |          |
| 2003.              | Господар прстенова: Повратак краља  |               | орчки капетан Мордора |          |
| 2004.              | Фрактура                            |               | Тони Дорио            |          |
| 2005.              | Кинг Конг                           |               | члан посаде           |          |
| 2009.              | Дистрикт 9                          |               | Џејмс Хоуп            |          |
| 2012.              | Хобит: Неочекивано путовање         |               | Нори                  |          |
| 2013.              | Хобит: Шмаугова пустошења           |               | Нори                  |          |
| 2014.              | Хобит: Битка пет армија             |               | Нори                  |          |